# Wacław Fabierkiewicz
Wacław Fabierkiewicz, ps. „Litwin”, „Szymon” (ur. 26 stycznia 1891 w Bielsku Podlaskim, zm. 6 września 1967 w Łodzi) – polski polityk, publicysta, działacz ubezpieczeniowy, ekonomista, poseł na Sejm RP III kadencji (1930–1931), profesor Uniwersytetu Łódzkiego.

## Życiorys
Ukończył naukę w szkole realnej w Białymstoku, gdzie działał w Związku Młodzieży Postępowo-Niepodległościowej „Filarecja”. Następnie podjął studia na Wydziale Mechanicznym Instytutu Politechnicznego w Petersburgu, z którego go relegowano za uczestnictwo w proteście przeciwko wprowadzeniu kary śmierci. Naukę kontynuował na Wydziale Budowy Maszyn Politechniki Lwowskiej.
Podczas I wojny światowej został członkiem POW – pełnił funkcję zastępcy komendanta POW w Lublinie. oraz był członkiem Oddziału Lotnego Wojsk Polskich. Należał także do Związku Walki Czynnej, Związku Strzeleckiego oraz Polskiej Partii Socjalistycznej. Był współorganizatorem Pogotowia Bojowego PPS oraz członkiem Wydziału Centralnego. Działając w Pogotowiu uczestniczył w akcjach kierowanym przeciwko Niemcom, m.in. pod Radzyminem. W grudniu 1917 jako członek Wydziału Centralnego został zawieszony przez Centralny Komitet Robotniczy PPS, jednakże został przywrócony w jego struktury w 1918. W latach 1916–1918 był współpracownikiem Biura Pracy Społecznej i przewodniczącym Rady Związków Zawodowych w Lublinie.
W 1918 został aresztowany i krótko więziony w warszawskiej cytadeli po zamachu na niemieckiego komisarza Ericha Schulzego. W okresie od 1917 do 1920 był członkiem wydziału Wykonawczego Komisji Centralnej Klasowych Związków Zawodowych. Od 1919 był członkiem Sekretariatu Związku Zawodowego Robotników Rolnych. W latach 1918–1919 był referentem w biurze Pracy Społecznej, a następnie w latach 1919–1923 urzędnikiem w Ministerstwie Aprowizacji. W okresie od 1923–1926 był starszym radcą w Ministerstwie Przemysłu i Handlu, a następnie do 1927 naczelnikiem wydziału finansowo-gospodarczego w Ministerstwie Skarbu oraz do 1928 w Wydziale Statystyki Handlu Zagranicznego w GUS. W latach 1929–1933 był dyrektorem Departamentu Ceł w Ministerstwie Skarbu. W latach 1934–1938 pełnił funkcję dyrektora biura ekonomicznego w Zarządzie Miejskim miasta stołecznego Warszawy. W 1937 był przewodniczącym Państwowej Rady Ubezpieczeń i dyrektorem Państwowego Urzędu Kontroli Ubezpieczeń. W międzyczasie w latach 1920–1926 był pracownikiem Instytutu Gospodarstwa Społecznego. Od 1930 był docentem i wykładowcą ekonomii politycznej i polityki gospodarczej łódzkiego oddziału Wolnej Wszechnicy Polskiej. W latach 1930–1931 był posłem do sejmu RP – był członkiem Klubu Bezpartyjnego Bloku Współpracy z Rządem. Przed II wojną światową należał do Rady Towarzystwa Ekonomistów i Statystyków Polskich oraz był członkiem zarządu Polskiego Towarzystwa Handlu z Rosją „Polros”.
W trakcie II wojny światowej działał w Radzie Głównej Opiekuńczej i Stołecznym Komitecie Samopomocy Społecznej oraz uczestniczył tajnym nauczaniu. Został schwytany przez Niemców podczas łapanki ulicznej, następnie zaś uciekł z transportu do obozu koncentracyjnego w Majdanku. W 1945 został mianowany profesorem nadzwyczajnym ekonomii politycznej na Uniwersytecie Łódzkim. W 1948 został usunięty z uczelni. W latach 50. XX w. był kierownikiem działu dokumentacji i wydawnictw Instytutu Włókiennictwa w Łodzi. Od 1958 ponownie pracował na Uniwersytecie Łódzkim.
Należał do Łódzkiego Towarzystwa Naukowego oraz był prezesem oddziału łódzkiego Polskiego Towarzystwa Ekonomicznego.
Był autorem wielu publikacji na temat ekonomii i polityki gospodarczej. Publikował na łamach „Kuriera Porannego”, „Przeglądu Gospodarczego” i „Robotnika”.

### Życie prywatne
Był synem farmaceuty – Jana Fabierkiewicza i Heleny z domu Jabłońskiej. Jego żoną była Helena z domu Szymańska, z którą miał córkę Teresę Edelberg.
Został pochowany na cmentarzu św. Rocha na Radogoszczu w Łodzi.

## Odznaczenia
- Krzyż Oficerski Orderu Odrodzenia Polski (1931)[1][2],
- Krzyż Niepodległości (1932)[6][1][2],
- Krzyż Walecznych[1][2].

## Publikacje
- Polska w liczbach (Warszawa 1924),
- Nauka o pieniądzu (Warszawa 1932),
- Teoria ekonomiki (Łódź 1946)[2].